# Пастка для привидів (фільм, 2015)
«Пастка для привидів» (нім. Gespensterjäger - Auf eisiger Spur) — фільм-фентезі 2015 року режисера Тобі Бауманна за мотивами однойменної книги Корнелії Функе. Прем'єра в Німеччині відбулася 2 квітня 2015 року.
У 2015 році фільм був номінований на премію «Giffoni Film Festival» в категорії «Дитяча секція», а в 2016 році — на премію «Irish Film and Television Awards» в категорії «Кращі візуальні ефекти».

## Сюжет
11-річний Том в підвалі свого будинку зустрів забавного привида Г'юго. Ця пара разом з хижаком за привидами Гетті починає битися з древнім Духом Льоду, який може привести все місто в вічну мерзлоту.

## В ролях
| Актор            | Роль                                |
| ---------------- | ----------------------------------- |
| Анке Енгельке    | Гетті Камінсід                      |
| Майло Паркер     | Том Томпсон                         |
| Бастіан Пастевка | Г'юго, озвучка                      |
| Кароліна Герфурт | Гопкінс / фрау Хоффманн             |
| Крістіан Траміц  | Грегорі / Грегор Шмідт              |
| Крістіан Ульмен  | Філ Томпсон / Тілль Томські         |
| Юлія Кошиць      | Патрісія Томпсон / Патриція Томські |
| Рубі О. Фі       | Лола Томпсон / Лола Томські         |
| Емі Хуберман     | Емілі                               |

## Відгуки
Картина отримала змішані відгуки кінокритиків. На сайті Rotten Tomatoes у фільму 17 % позитивних рецензій з 6.